# Дігеніс Акрітас (футбольний клуб)
Футбольний клуб «Дігеніс Акрітас» Морфу (грец. Διγενής Ακρίτας Μόρφου) — кіпрський футбольний клуб з Морфу, заснований у 1931 році. Виступає у Другій лізі. Домашні матчі приймає на стадіоні «Макаріо», місткістю 16 000 глядачів.

## Досягнення
- Перша ліга
  - Віце-чемпіон (1): 1970–71
- Кубок Кіпру
  - Фіналіст (1): 2004–05.